# فیلو ایکونیا
فیلو ایکونیا (انگلیسی: Philo Ikonya؛ نویسنده، روزنامه‌نگار، فعال سیاسی حقوق بشر، و دانشگاهی اهل کنیا است. مقالات و کتاب‌های او اغلب به شرایط سیاسی کنونی کنیا می‌پردازد. ایکونیا ریاست انجمن جهانی قلم و انجمن بین‌المللی نویسندگان را برعهده دارد. به دنبال دستگیری‌های مداوم به خاطر فعالیت‌های سیاسی و پس از این که در سال ۲۰۰۹ در تهاجم پلیس به شدت مضروب شد، کنیا را برای زندگی در تبعید ترک کرد.

## زندگی حرفه ای
ایکونیا علاوه بر نگارش مقاله در مجلات، کتاب‌های شعر و همچنین رمان‌هایی به نام کنیا و آیا با من ازدواج خواهید کرد؟ منتشر کرده است. وی همچنین کتاب شعر جیدی ماجیا، شاعر چینی را به زبان سواحلی ترجمه کرده است.
ایکونیا در دانشگاه نایروبی به تحصیل پرداخت و مدرک کارشناسی ارشد در رشته ادبیات را نیز به دست آورد. او در کالج تانگازا دانشگاه کاتولیک آفریقای شرقی نمادشناسی تدریس می‌کند.

## فعالیت‌های سیاسی
ایکونیا هنگامی که در کنیا حضور داشت، روی فعالیت‌های حقوق بشری و غیر خشونت‌آمیز فعال بود و در سال ۲۰۰۷ دو بار دستگیر شد. وی در سال ۲۰۰۸ علیه رئیس‌جمهور وقت کنیا موای کیباکی تظاهرات اعتراضی برگزار کرد. در ۱۸ فوریه ۲۰۰۹، ایکونیا به همراه دو نفر دیگر در اعتراض به ابرتورم در جلوی پارلمان کنیا دستگیر شدند. او در حالی که در بازداشت پلیس بود، توسط یک افسر پلیس مرد به شدت مورد ضرب و شتم قرار گرفت. بعداً در همان سال مجبور شد کنیا را ترک کند و در شهر اسلو و کشور نروژ پناهنده شد. او همچنان به همکاری‌اش با انجمن جهانی قلم ادامه می‌دهدو از جمله با نویسندگان کمیته زندان همکاری می‌کند.